# Đảo Jurong
Đảo Jurong là hòn đảo nhân tạo nằm phía tây nam đảo chính của Singapore. Thông qua việc thu hồi đất, hòn đảo này được hình thành từ sự hợp nhất của bảy hòn đảo ngoài khơi bao gồm: đảo Ayer Chawan, đảo Ayer Merbau, đảo Merlimau, đảo Pesek, đảo Pesek Kechil (còn gọi là Terumbu Pesek), đảo Sakra, đảo Seraya, đảo Meskol, đảo Mesemut Laut, đảo Mesemut Darat và đảo Anak. Đảo Jurong có diện tích khoảng 32 km2 (12 dặm vuông Anh), diện tích ban đầu chỉ khoảng 10 km2 (4 dặm vuông Anh), đây là đảo lớn nhất trong các đảo ngoại biên của Singapore.